# طائفة مالقة
طائفة مالقة إحدى ممالك الطوائف التي تأسست في جنوب الأندلس بعد انهيار الدولة الأموية في الأندلس، التي مرت بأربع مراحل حافظت فيها على استقلاليتها الأولى من عام 417 هـ/1026 م إلى 449 هـ/1057 م، ومن عام 1073م إلى 1090م، ومن عام 1145م إلى 1153 م ومن عام 1229م إلى 1239م قبل أن تضمها مملكة غرناطة في النهاية.

## الفترة الأولى 417 هـ-449 هـ
في أوائل محرم من عام 417 هـ، استغل أهل قرطبة خروج الخليفة يحيى المعتلي بالله إلى مالقة، تاركًا اثنين من وزرائه مع حامية قوامها ألف من البربر في المدينة، فثاروا عليهم في ربيع الأول 417 هـ وفتكوا بهم وخلعوا يحيى. رفض يحيى الاعتراف بخلعه، واستولى على مالقة، التي نادى فيها بخلافته، لتتأسس بذلك طائفة مالقة للمرة الأولى. حاول يحيى المعتلي بالله توسيع دائرة نفوذه، فضم قرمونة التي كان يحكمها محمد بن عبد الله البرزالي زعيم بني برزال، وانتقل إليها، فلجأ البرزالي إلى التحالف مع محمد بن إسماعيل بن عباد حاكم إشبيلية، ولم تمض فترة طويلة حتى قُتل يحيى في إحدى المعارك مع قوات ابن عباد بالقرب من قرمونة في المحرم 427 هـ، وخلفه أخوه إدريس المتأيد بالله الذي كان واليًا على سبتة، بعد أن استدعاه الوزيران نجاء الصقلبي وابن بقنة للحكم لصغر سن ابن أخيه الحسن بن يحيى الذي جعله إدريس وليًا لعهده وواليًا على سبتة وطنجة.
أعلنت رندة والجزيرة الخضراء البيعة لإدريس، كما بايعه زهير العامري صاحب المرية وحبوس بن ماكسن صاحب طائفة غرناطة. وبعد فترة وجيزة، انفصلت الجزيرة الخضراء عن طائفة مالقة، بعد أن أطلق رجل من البربر يدعى أبا الحجاج ابني عمه القاسم بن حمود محمد والحسن اللذين كان أخوه يحيى قد احتجزهما مع أبيهما في الجزيرة الخضراء منذ عام 417 هـ حين هاجم شريش. ثم دعا أبو الحجاج البربر والعبيد السود إلى طاعة محمد بن القاسم، لتتأسس بذلك طائفة الجزيرة الخضراء.
وفي ذي القعدة 427 هـ، سار إدريس لقتال أبي القاسم بن عباد، بالتعاون مع زهير العامري وحبوس بن ماكسن ومحمد بن عبد الله البرزالي صاحب قرمونة، وغزوا أحواز إشبيلية واحتلوا بعض حصونها. وفي أوائل المحرم من عام 431 هـ، سيّر وزيره ابن بقنة لنجدة البرزالي من هجوم إسماعيل بن عباد على قرمونة وإستجة، ونجح إدريس والبرزالي وباديس بن حبوس صاحب غرناطة في هزيمة بني عباد في معركة قتل فيها إسماعيل بن عباد. وبعد أيام توفي إدريس في ببشتر في 16 محرم 431 هـ، وحمل في تابوت إلى سبتة فدفن فيها. وبويع من بعده ولده يحيى القائم بأمر الله.
وجد الحسن في مبايعة يحيى سلبًا لحقه، كما خشي الحاجب نجاء الصقلبي تزايد نفوذ ابن بقنة، فبادر نجاء الصقلبي بالدعوة إلى الحسن في سبتة، وجهز جيشًا عبر به مع الحسن إلى مالقة، وحاصراها برًا وبحرًا. استسلم يحيى وتنازل عن عرشه في جمادى الثاني 431 هـ، وسار إلى قمارش وأقام بها. ثم دس الحسن عليه من قتله بالسم في ربيع الثاني سنة 434 هـ. ولّى الحسن نجاء الصقلبي واليًا على سبتة والثغور المغربية. عُرف الحسن بالحزم وحسن الإدارة، لكن لم تطل فترة حكمه، حيث انتقمت منه زوجته ابنة عمه وأخت يحيى القائم بأمر الله لقتله أخيها، فسمّمته فمات في جمادى الأولى 434 هـ.
استغل نجاء الفرصة بعد موت الحسن دون أن يعقب، وعبر بقواته إلى مالقة، وأعلن نفسه حاكمًا على مالقة بعد أن نجح أعوانه أن يحبسوا إدريس بن يحيى شقيق الحسن. حاول نجاء غزو الجزيرة الخضراء ليضمها إلى مالقة، فخرجت إليه أم محمد بن القاسم سبيعة وعنّفته، فاستحى نجاء منها، وغادر إلى مالقة. وفي الطريق اغتاله بعض جنوده من البربر، وأخرجوا إدريس بن يحيى من محبسه، وبايعوه في 6 جمادى الثانية 434 هـ، وأطاعته غرناطة وقرمونة وجيان وغيرها. كان إدريس جواداً رحيمًا بالرعية، إلا أنه كان أميرًا سيء البطانة ضعيف الرأي، فانقلب عليه ابن عمه محمد بن إدريس في شعبان 438 هـ، ففر إدريس إلى ببشتر. حاول باديس بن حبوس زعيم غرناطة معاونة إدريس بجنده على استعادة عرشه، فغزيا مالقة، ولكنهما فشلا في ذلك، فعبر إدريس إلى سبتة، في ضيافة واليه عليها سواجات البرغواطي، ثم انتقل لفترة إلى رندة عند حاكمها أبي النور بن أبي قرة اليفرني.
تعامل محمد بن إدريس بالشدة مع معارضيه، فاجتمع رأي زعماء البربر وعلى رأسهم باديس بن حبوس بوجوب خلعه، والدخول في طاعة محمد بن القاسم المهدي بالله صاحب الجزيرة الخضراء، الذي فشل في هزيمة قوات محمد بن إدريس والدخول بقواته إلى مالقة للتأكيد على بيعة زعماء البربر له. ذهب رأي البعض الآخر كأبي النور بن أبي قرة اليفرني صاحب رندة إلى الاعتراف بطاعة إدريس العالي بالله، فلجأوا لقتل محمد بن إدريس بالسم في أواخر سنة 444 هـ، وبايعوا من بعده ابن أخيه إدريس بن يحيى السامي بالله.
بعد أن تولى السامي بالله بفترة قصيرة، أصابته لوثة، فغادر مالقة، وهام على وجهه في صفة تاجر، وعبر إلى المغرب، فأمسكه بعض رجالها، وأخذوه إلى سبتة، حيث قتله حاكمها سواجات في عام 444 هـ. ولما مات السامي بالله، سار إدريس العالي بالله إلى مالقة واستقبله أهلها ونصبوه من جديد، واستمر في الحكم حتى توفي عام 446 هـ بعد أن عهد بالحكم لابنه محمد المستعلي بالله الذي أقرت بيعته المرية ورندة، غير أن حكمه لم يدم طويلاً، فقد اتفق زعماء البربر بزعامة باديس بن حبوس زعيم غرناطة على خلعه عام 449 هـ، فسار باديس في قواته إلى مالقة، واستولى عليها. غادر المستعلي بالله إلى المرية، وعبر منها إلى مليلة التي قبل به أهلها كحاكم عليهم حتى وفاته عام 456 هـ لينتهي بذلك حكم بني حمود في مالقة.

## الفترة الثانية 465 هـ-483 هـ
بعد وفاة باديس بن حبوس، اختار شيوخ صنهاجة حفيده عبد الله أميرًا على طائفة غرناطة، متجاوزين أخاه الأكبر تميم بن بلقين الذي كان واليًا على مالقة في عهد جده. استقل تميم بمالقة معيدًا بذلك استقلالية طائفة مالقة. بعد سقوط طليطلة عام 478 هـ في يد ألفونسو السادس ملك قشتالة، استنجد تميم وملوك الطوائف بيوسف بن تاشفين زعيم المرابطين في المغرب، لتخليصهم من ألفونسو. وفي العام التالي، شارك تميم مع ملوك الطوائف إلى جانب جيش المرابطين في معركة الزلاقة. وفي عام 483 هـ، اتهم بعض الفقهاء تميم بارتكاب مظالم بحق رعاياه، وطالبوا ابن تاشفين بخلعه، فخلعه يوسف، وضم مالقة إلى سلطان المرابطين.

## قائمة حكامها

### الحموديون
- يحيى المعتلي بالله (1026-1035)
- إدريس المتأيد بالله (1035-1039)
- يحيى القائم بأمر الله (1039-1040)
- الحسن المستنصر بالله (1040-1042)
- نجاء الصقلبي (1042)
- إدريس العالي بالله (1042-1047) ثم (1053-1055)
- محمد بن إدريس المهدي بالله 1047-1053
- إدريس السامي بالله (1053)
- محمد المستعلي بالله (1053-1055)

### الزيريون
- تميم بن بلقين (1073-1090)